# Dưa lê
Dưa lê hay dưa mật là loài thảo mộc với danh pháp khoa học Cucumis melo. Đặc tính của loài dưa này là vỏ mịn, không mùi xạ hương, vị thanh ngọt, có tính hàn nên được ưa chuộng bởi công dụng giải nhiệt. Dưa lê là nhóm chính của nhánh Inodorus tức loại dưa vỏ nhẵn.
Dưa lê có hình dạng từ tròn đến hơi bầu dục, kích thước từ 15–22 cm; trọng lượng từ 1,8 đến 3,6 kg. Thịt quả thường có màu xanh lục nhạt và vỏ nhẵn màu xanh lục ngả vàng. Giống như hầu hết các loại trái cây, dưa lê có hạt. Phần thịt bên trong thường được dùng để ăn tráng miệng. Dưa lê khá phổ biến, bày bán gần như khắp thế giới, sánh cùng với dưa đỏ và dưa hấu. Mùa dưa chín là từ giữa hè đến đầu mùa thu.

#### Đặc điểm

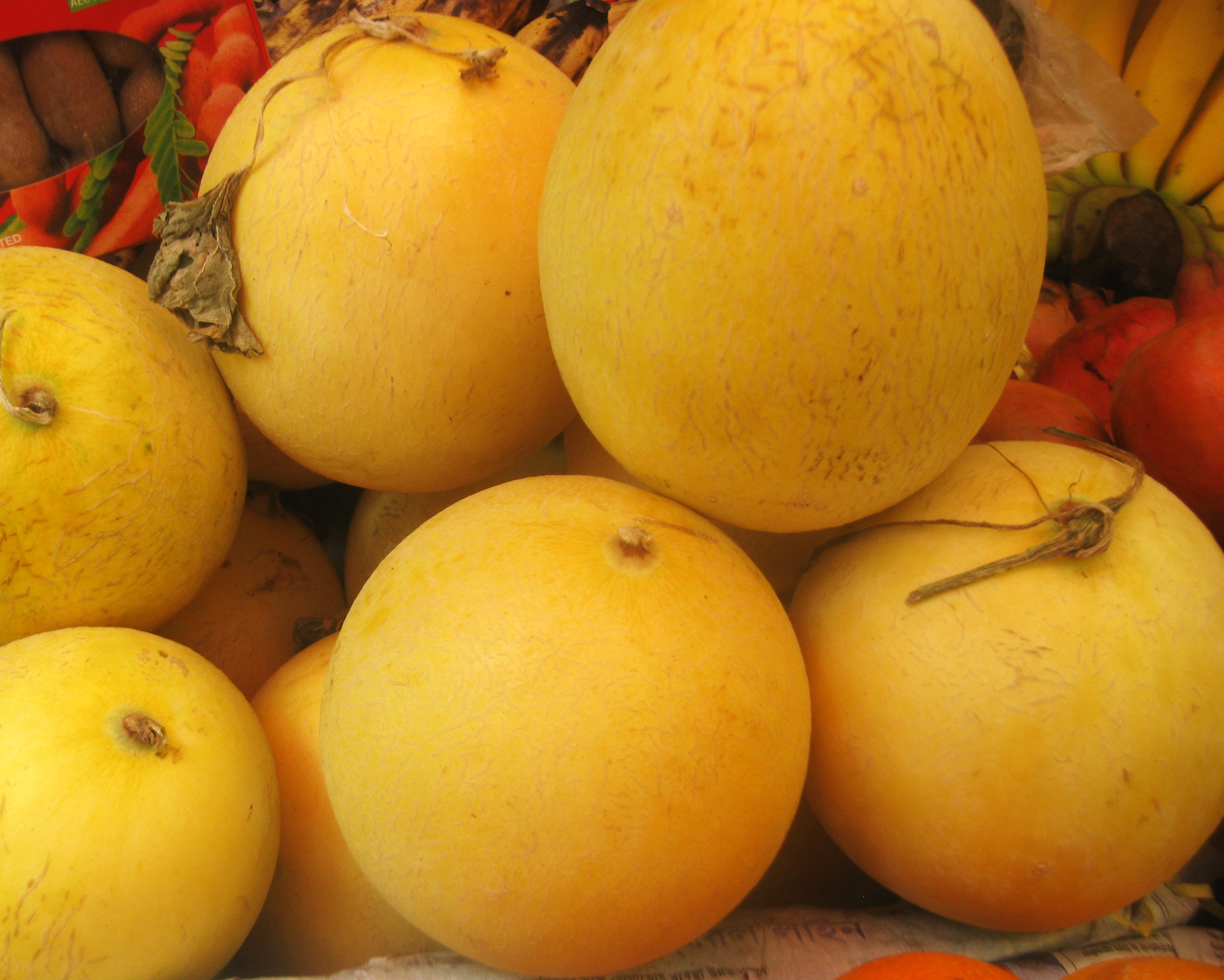
Dưa lê

Loại quả này phát triển tốt nhất ở vùng khí hậu bán khô hạn và được thu hoạch dựa trên độ chín chứ không phải kích thước. Độ chín của quả có thể khó đánh giá, nhưng nó dựa trên màu vỏ quả từ màu trắng lục (chưa chín) đến màu vàng kem (đã chín).  Chất lượng cũng được xác định bởi dưa lê có hình dạng gần như hình cầu với bề mặt không có vết xước hoặc khuyết tật. Dưa lê cũng nên có cảm giác nặng hơn so với kích thước thật của nó và có dạng sáp. Điều này phản ánh tính toàn vẹn và chất lượng của thịt quả vì trọng lượng có thể là do hàm lượng nước cao của quả chín. Thiếu lông tơ giúp phân biệt một cây dưa lê chín với một cây chưa chín vì nó là một dấu hiệu của sự phát triển vẫn đang diễn ra khi thu hoạch.

#### Dinh dưỡng
Dưa lê có 90% là nước, 9% carbohydrate, 0,1% chất béo và 0,5% protein. Giống như hầu hết các loại dưa, nó là một nguồn cung cấp hàm lượng vitamin C cao, dưa lê được khuyến khích sử dụng hằng ngày. Dưa lê cũng là một nguồn cung cấp vitamin B thiamine, cũng như các vitamin B khác và khoáng chất kali. Ngoài ra, nó có hàm lượng calo thấp so với nhiều loại trái cây giàu kali khác như chuối. Tuy nhiên, dưa lê không chứa nhiều các loại vitamin và khoáng chất khác. 

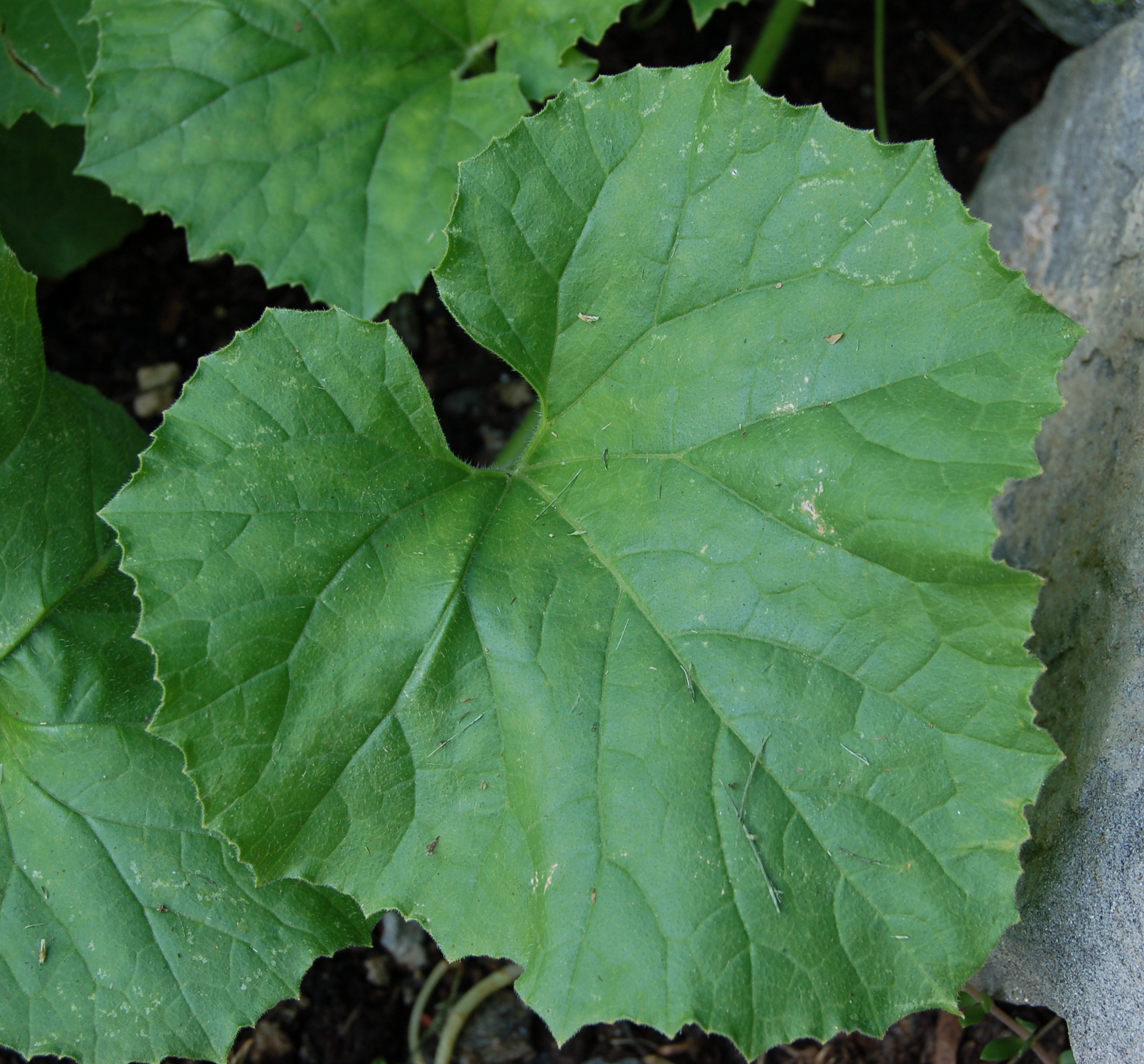
Lá cây dưa lê